# U-Straßenbahn

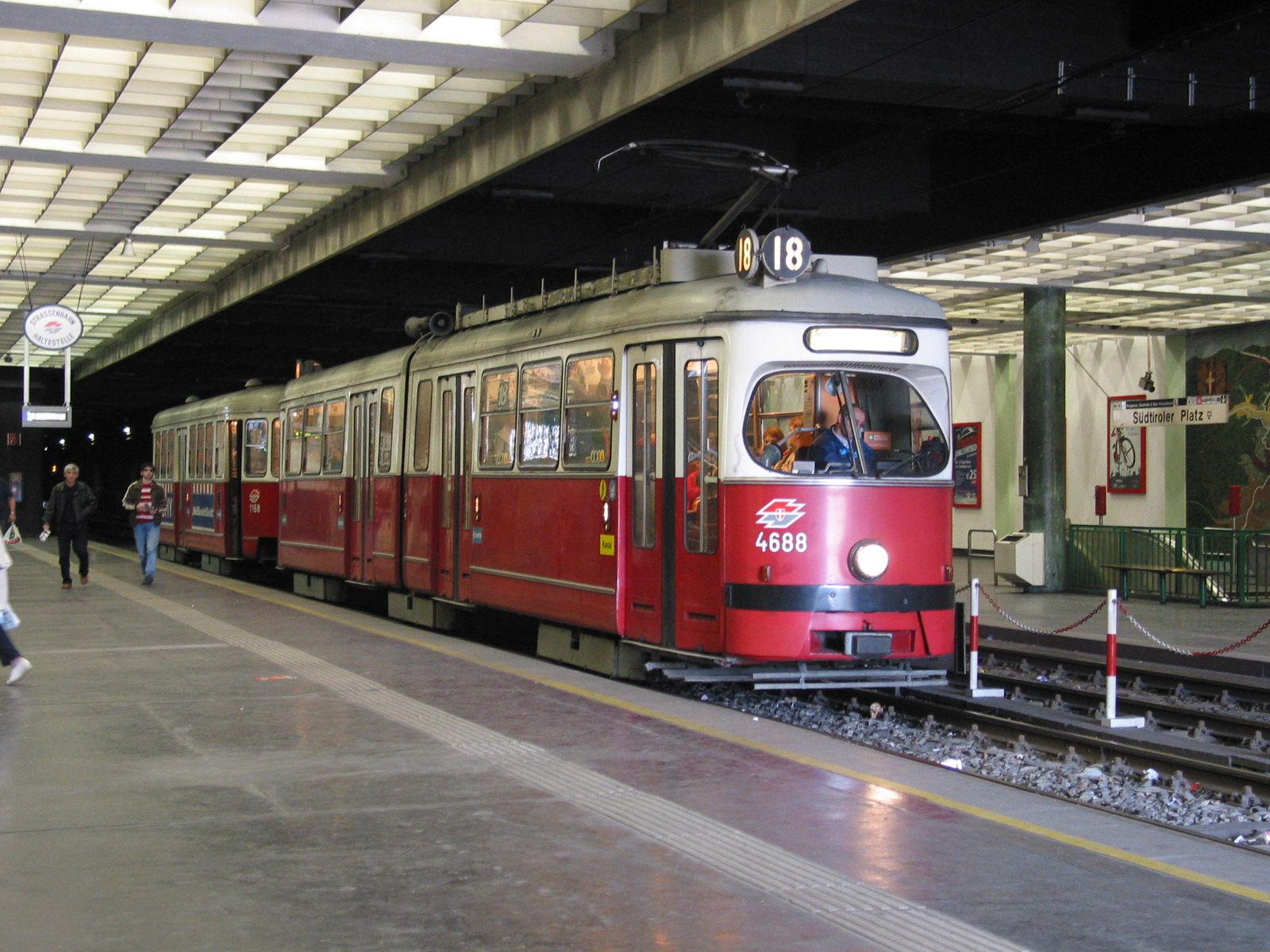
1959 eröffnetes Verkehrsbauwerk unter dem Südtiroler Platz in Wien, Bestandteil der Unterpflasterstraßenbahn mit der Linie 18: Hier im Jahr 2004 vor dem Komplettumbau zur Verkehrsstation Wien Hauptbahnhof

Als U-Straßenbahn, kurz für Unterpflasterstraßenbahn, Untergrundstraßenbahn, unterirdische Straßenbahn oder Tunnelstraßenbahn, werden Straßenbahnen bezeichnet, die sich – auf Teilabschnitten – unterirdisch und dadurch unbehindert von sonstigem Verkehr bewegen. Ursprünglich handelte es sich dabei ausschließlich um in Unterpflasterbauweise hergestellte Tunnel, später kamen aber auch andere Bauweisen hinzu.
Die U-Straßenbahn war in einigen Städten Vorgänger von U-Bahn oder Stadtbahn und ist zudem eng mit der Schnellstraßenbahn verwandt. U-Straßenbahn-Systeme, die Abschnitte enthalten, die als Bauvorleistung für eine spätere vollwertige U-Bahn gebaut wurden, bezeichnet man mitunter als Premetro. Die Begriffe sind allerdings nur schwer voneinander abzugrenzen. Bei der U-Straßenbahn verkehren in der Regel klassische Straßenbahnfahrzeuge, die nur in unbedingt notwendigem Maß, z. B. mit Zugbeeinflussungsanlagen, an den Betrieb in Tunneln angepasst wurden. In Stationen werden daher niedrige Seitenbahnsteige verwendet. Streckenverzweigungen erfolgen meist niveaugleich, wegen der Rücksichtnahme auf die Bebauung werden straßenbahntypisch enge Bogenradien in Kauf genommen. Stellwerks- und Streckenblockanlagen sind nur in unbedingt notwendigem Maß vorhanden. In den täglichen Sprachgebrauch hat die „U-Straßenbahn“ kaum Einzug gehalten.

## Geschichte
Die weltweit erste Straßenbahn durch einen Tunnel wurde am 1. September 1897 in Boston eröffnet; der Tunnel wurde mehrmals verlängert, hat heute acht unterirdische Stationen und wird von der Green Line befahren. Die erste unterirdische Straßenbahn in Deutschland befuhr den am 18. Dezember 1899 fertiggestellten Spreetunnel bei Berlin. Der Tunnel wurde am 15. Februar 1932 für den Straßenbahnverkehr geschlossen. Mit dem 1916 eröffneten Lindentunnel gab es bis 1951 einen weiteren Straßenbahntunnel in der deutschen Hauptstadt. Am 3. September 1938 wurde auch in Nürnberg eine Unterpflasterstrecke eingeweiht, da die alljährlich stattfindenden Reichsparteitage mit ihren Aufmärschen den Straßenbahnverkehr zu stark beeinträchtigten. Noch heute wird ein Teil von der Linie 7 zur Bayernstraße befahren – allerdings aus Sicherheitsgründen nur noch ohne Fahrgäste. Im Rest befindet sich ein Fahrzeuglager des Nürnberger Feuerwehrmuseums. Seit der Stilllegung des Betriebshofes Nordost am 28. Februar 2001 wird ein anderer Teil wieder als Abstellanlage verwendet.
Während der 1960er Jahre wurden in zahlreichen westdeutschen Städten umfangreiche Tunnelstrecken geplant. Dem allgemeinen Zeitgeist der „autogerechten Stadt“ folgend, sollten Straßenbahnen in Tunnel verlegt werden. Da das in der Wirtschaftswunderzeit hohe Budget dennoch nicht ausreichte, blieben in einigen Städten, vor allem des Ruhrgebiets, unvollendete (U-)Stadtbahnnetze und damit inkompatible Straßenbahnrestnetze zurück. Selbst dort, wo die Umstellung vollständig gelang, beispielsweise in Hannover und Stuttgart, erreichten die neuen Netze nicht die Dichte der alten.

## Heutige Situation

### Deutschsprachige Länder (DACH)

#### Deutschland

##### Augsburg
In Augsburg, wo der Straßenbahnbetrieb bisher rein an der Oberfläche auf Meterspur fährt, wird seit 2012 im Rahmen des Projekts Mobilitätsdrehscheibe Augsburg ein Straßenbahntunnel samt unterirdischem Bahnhof gebaut, der den Hauptbahnhof sowie den Bahnhofsplatz und die Viktoriastraße untertunnelt. Der in Ost-West-Richtung verlaufende Tunnel mit einer Länge von ca. 410 Metern soll 2023 in Betrieb gehen. Im Osten wird der Tunnel durch eine Rampe in der Halderstraße erreicht; das westliche Portal ist an der Rosenaustraße auf Höhe des Sebastian-Buchegger-Platzes geplant. Teil des Projekts ist außerdem eine unterirdische Wendeschleife unter den Rangiergleisen des Bahnhofs.

##### Bielefeld
Der erste Straßenbahntunnel mit der Haltestelle Beckhausstraße wurde 1971 in Betrieb genommen. Stadtbahntriebwagen konnten zunächst nur auf der Linie 3 eingesetzt werden. Die Fertigstellung des Innenstadttunnels im April 1991 war der Startpunkt für die Stadtbahn Bielefeld. Die in den Folgejahren neu entstandenen sechs U-Bahnhöfe wurden mit Hochbahnsteigen versehen und waren für die damaligen Straßenbahnfahrzeuge nicht geeignet. Alle alten Fahrzeuge wurden daher durch neue Stadtbahnwagen ersetzt. Heute ist der überwiegende Teil des Netzes als Stadtbahn ausgebaut, nur wenige Abschnitte liegen noch im Straßenbereich und werden als Straßenbahn wahrgenommen.

##### Bochum
Alle kommunalen Linien in Bochum werden von der Bogestra betrieben. Die Linie U35 ist dabei eine voll ausgebaute Stadtbahnlinie in Normalspur, die lediglich vier Berührungspunkte mit dem Individualverkehr besitzt, ansonsten aber in Tunnellage oder auf dem Mittelstreifen einer breiten Ausfallstraße verläuft. Auf den anderen fünf Linien verkehren klassische Straßenbahnwagen auf Meterspurgleisen, die die Bochumer Innenstadt unterirdisch queren und somit U-Straßenbahnen darstellen. Im täglichen Sprachgebrauch werden allerdings alle sechs Linien als Straßenbahn oder als U-Bahn bezeichnet. Die Bahnsteige der Meterspurlinien auf den Tunnelabschnitten sind alle als Hochbahnsteig ausgelegt, wurden jedoch durch Hochschottern der Gleise praktisch zu niedrigen Bahnsteigen. Die Strecken werden zumeist mit Niederflurfahrzeugen (Variobahn) befahren; die noch vorhandenen Hochflurfahrzeuge des Typs M sind alle älteren Baujahres und kaum mehr im Dienst.
- Stadtbahn U35: Bochum-Hustadt – Herne-Schloss Strünkede
- Straßenbahn 302: Bochum-Langendreer/Bochum-Laer Mitte – Gelsenkirchen-Buer Rathaus
- Straßenbahn 306: Bochum Hauptbahnhof    –  Herne-Wanne-Eickel Hauptbahnhof
- Straßenbahn 308: Bochum Schürbankstraße – Hattingen-Mitte S
- Straßenbahn 310: Bochum-Höntrop Kirche  – Witten-Heven Dorf
- Straßenbahn 318: Bochum Schürbankstraße –  Bochum-Dahlhausen S

##### Bonn
In Bonn sind Straßenbahn und Stadtbahn relativ strikt voneinander getrennt. Nach der Eröffnung des Nahverkehrsbahnhofs 1979 wurde die Überlandstraßenbahnlinie H (ab 1987: 64) am Stadthaus in den Tunnel geführt und endete nach 600 m am Hauptbahnhof. Seit 1981 wird der dreigleisige U-Bahnhof Ramersdorf von Stadtbahn und Straßenbahn gemeinsam genutzt, wobei sich beide in Richtung Norden ein Gleis teilen. Am Hauptbahnhof verkehren seit der Einstellung der Linie 64 1994 und der folgenden Bahnsteiganhebung im Regelbetrieb keine Straßenbahnfahrzeuge mehr, für Umleitungen existieren noch kurze für die Straßenbahn-taugliche Notbahnsteige.

##### Dortmund
In Dortmund ging 1967 ein ca. 200 m langer Straßenbahntunnel zur Unterführung des Ruhrschnellwegs im Zuge der Ardey- und Hohen Straße mit der Haltestelle Westfalenhalle in Betrieb, inzwischen umgebaut und in das Stadtbahnnetz (Linie U46) integriert. Zusätzlich wurde 1983 im Vorlaufbetrieb der unterirdisch im Tunnel verlaufende Streckenabschnitt Hörde Bahnhof – Clarenberg, bedient von den Straßenbahnlinien 401 und 406, in Betrieb genommen, welcher heute ebenfalls in das Stadtbahnnetz (Linie U41) integriert ist. Auf den drei Tunnel-Stammstrecken verkehren heute insgesamt sechs Hochflur- (U41/U42/U45/U46/U47/U49) und zwei Niederflur-Stadtbahnlinien (U43/U44), wobei letztere mit einer konventionell straßenbahntypischen Infrastruktur ausgebaut sind und damit auch heute noch eher einer U-Straßenbahn entsprechen.

##### Düsseldorf
Die von der Rheinbahn betriebenen sieben Stadtbahnlinien in und um Düsseldorf verfügen zum größten Teil über eigene Gleiskörper. Lediglich in den östlichen und südlichen Streckenabschnitten der Stadtteile Eller und Holthausen bzw. auf Neusser Stadtgebiet benutzen sie wie die Straßenbahnlinien den Straßenraum gemeinsam mit dem Individualverkehr. In der Innenstadt gibt es ein Tunnelsystem mit an die hochflurigen Stadtbahnwagen angepassten Hochbahnsteigen. Diese sind auch an mehreren oberirdischen Haltepunkten vorhanden.
Lediglich den Straßenbahnvorlaufbetrieb zwischen 1981 und 1988 der Linien 79, 711 und 718 zwischen Kennedydamm und Opernhaus mit den Tunnelstationen Klever Straße und Nordstraße kann man als U-Straßenbahn-Betrieb bezeichnen. Dabei kamen aber bereits Stadtbahnfahrzeuge zum Einsatz, die an den vollausgebauten Hochbahnsteigen hielten.
Die im Februar 2016 eröffnete Wehrhahnlinie trägt U-Straßenbahn-Charakter, da sie über Niederflurbahnsteige verfügt. Sie ist aber Teil des Stadtbahnnetzes und wird mit entsprechenden Fahrzeugen befahren.

##### Duisburg
Die ehemalige Düsseldorf-Duisburger Kleinbahn verkehrt heute als Stadtbahnlinie U 79 ab der Duisburg/Düsseldorfer Stadtgrenze im Süden Duisburgs weitgehend niveaufrei bis zur Rampe Heerstraße des Innenstadttunnels. Nach mehreren Stationen (u. a. Duisburg Hauptbahnhof) verläuft sie weiter durchgehend in Tunnellage im Ruhrtunnel und endet am Bahnhof Duisburg-Meiderich Süd.
Das Duisburger Straßenbahnnetz hat sich auf nunmehr zwei Linien reduziert. Die Linie 903 benutzt zwischen den Rampen Heerstraße und Meiderich Südbahnhof die gleiche Tunnelstrecke wie die U 79, ansonsten verkehrt sie nur teilweise auf eigenem Gleiskörper nach Norden zum Bahnhof Dinslaken bzw. nach Duisburg-Hüttenheim im Süden.
Die Straßenbahnlinie 901 verläuft ab Duisburg-Obermarxloh über weite Strecken im gleichen Verkehrsraum mit dem Individualverkehr. Zwischen den Rampen Schwanentor und Mülheimer Straße unterquert sie die Duisburger Innenstadt und den Hauptbahnhof in Tunnellage. Über Straßenbahngleise führt die Linie 901 bis zur Rampe am Betriebshof in Mülheim-Broich und weiter durch den Mülheimer Innenstadttunnel nach Mülheim (Ruhr) Hauptbahnhof.

##### Essen
Die Ruhrbahn betreibt das Essener Straßen- und Stadtbahnnetz, das in der Innenstadt seit 1967 über Tunnelstrecken verfügt.
- U-Bahn U11: Gelsenkirchen Buerer Str. – E-Karnap – Altenessen – Essen Hbf – Rüttenscheid – Messe/Gruga
- U-Bahn U17: Karlsplatz – Essen Hbf – Holsterhausen – Margarethenhöhe
- U-Bahn U18: Berliner Platz – Essen Hbf – Mülheim Rhein-Ruhr-Zentrum – Mülheim an der Ruhr Hbf
- Straßenbahn 101: Borbeck – Bergeborbeck – Essen Hbf – Rüttenscheid – Holsterhausen – Helenenstraße
- Straßenbahn 103: Dellwig – Borbeck – Altendorf – Rathaus Essen – Essen Hbf/Hollestraße (– Steele Bf)
- Straßenbahn 105: Frintrop – Altendorf – Essen Hbf – Bergerhausen – Rellinghausen
- Straßenbahn 106: Helenenstraße – Holsterhausen – Rüttenscheid – Essen Hbf – Rathaus Essen – Helenenstraße – Bergeborbeck – Borbeck
- Straßenbahn 107: Gelsenkirchen Hbf – Essen-Katernberg – Zollverein – Stoppenberg – Rathaus Essen – Hollestraße/Essen Hbf (– Rüttenscheid – Bredeney)
- Straßenbahn 108: Bredeney – Rüttenscheid – Essen Hbf – Rathaus Essen – Altenessen Bf
- Straßenbahn 109: Frohnhausen – Altendorf – Rathaus Essen – Huttrop – Steele Bf

Durch einen Teil der Tunnelstrecken fuhren eine Zeit lang auch die Duo-Busse als Spurbus. Wegen der vorhandenen Mittelbahnsteige der Tunnelstationen erhielten die Fahrzeuge dazu besondere Türen auf der linken Seite.

##### Frankfurt am Main
Über 30 Jahre lang verkehrte in Frankfurt am Main die Linie U5 im B-Tunnel der U-Bahn Frankfurt und besaß deswegen auch ein U vor der Liniennummer. Zwischen dem Nordend und Eckenheim teilt sie sich immer noch die Gleise mit dem Individualverkehr. Als Fahrzeuge wurden straßenbahnkompatible Stadtbahnwagen des Typs Ptb mit Verbreiterungen an den Türen und Klappstufen eingesetzt. Seit Oktober 2016 werden nach dem Bau von Hochbahnsteigen wie im übrigen Frankfurter U-Bahn-Netz Wagen des Typs U5 eingesetzt. Diese U-Straßenbahn war ein Überbleibsel aus der Zeit des U-Bahn-Baus in den 1960er Jahren. Bei Planung und Ausführung der ersten U-Bahn-Strecken wurde von vornherein so geplant, dass auf Teilstrecken U-Bahn- und Straßenbahnfahrzeuge dieselben Gleise befahren können. Erst nach und nach wurden die Netze durch die Errichtung von Hoch- und Niederflurbahnsteigen weitgehend voneinander getrennt.

##### Gelsenkirchen

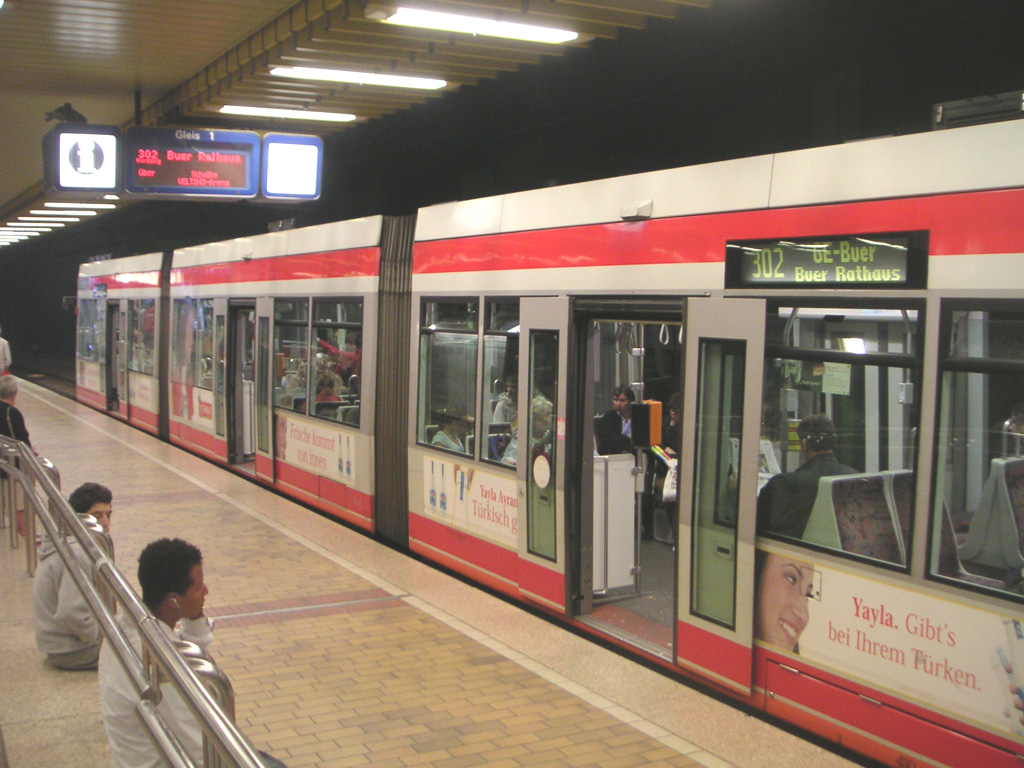
Straßenbahn vom Typ MGT6D an der Haltestelle Gelsenkirchen Hauptbahnhof

In Gelsenkirchen verkehrt die Linie 301 etwa 5 km unterirdisch vom Hauptbahnhof bis zur Zoom Erlebniswelt. Von der Zoom Erlebniswelt bis zur Endstelle Essener Straße fährt die Bahn an der Oberfläche. Ferner nutzen die Linien 107 und 302 den Tunnelabschnitt mit den Haltestellen Gelsenkirchen Hauptbahnhof und Heinrich-König-Platz. Ursprünglich war auch in Gelsenkirchen ein Stadtbahnnetz geplant, aber durch ungünstige Umstände (langsames Absacken des Bodens aufgrund des Bergbaus) musste hier ein komplett neues System zum Tunnelbau entworfen werden. Dadurch stiegen die Kosten auf das Doppelte des Normalpreises (etwa 40 Millionen Euro pro Kilometer Strecke).
An der Haltestelle Heinrich-König-Platz (ehemals Neumarkt) sind noch deutlich Reste des Hochbahnsteiges zu sehen; dort wurden lediglich Teile abgesenkt. In der Haltestelle Gelsenkirchen Hauptbahnhof wurden dagegen die Hochbahnsteige fast vollständig (bis auf kleine Plattformen an den Ausgängen) umgebaut, so dass dort ein nutzbarer Niedrigbahnsteig von 120 m Länge existiert. An den übrigen Tunnelhaltestellen wurden, weil es die Deckenhöhe dort zuließ, die Gleise höher aufgeschottert.
- Straßenbahn 107: Essen Hbf – Gelsenkirchen Hbf
- Straßenbahn 301: Gelsenkirchen Hbf – Horst
- Straßenbahn 302: Gelsenkirchen-Buer Rathaus – Bochum-Laer Mitte – Bochum-Langendreer

##### Hannover
Die Stadtbahn Hannover besteht aus einem Tunnelsystem mit anschließenden oberirdischen Strecken im Straßenbereich. Zwei Linien aus dem Innenstadtbereich verkehren bis heute als reine Straßenbahnen. Alle Linien werden mit Stadtbahnfahrzeugen betrieben.
Im Vorlaufbetrieb für die Stadtbahn wurden ältere Straßenbahnwagen für den U-Straßenbahn-Betrieb um- und mit Klapptrittstufen ausgerüstet. Diese Wagen sollten sowohl an den Hochbahnsteigen der Stadtbahn (bzw. U-Bahn) als auch im Straßenbereich an Straßenbahnhaltestellen halten können. Durch Bauverzögerungen und den Einsatz von schon verfügbaren neuen Stadtbahnwagen wurden die umgebauten Straßenbahnwagen nie im Tunnel eingesetzt.

##### Karlsruhe
In Karlsruhe, wo der Straßenbahn- und der Stadtbahnbetrieb ins Umland nach dem Karlsruher Modell bisher rein oberirdisch fuhr, wurde seit 2010 die „Kombilösung“ gebaut, ein Ost-West-Stadtbahntunnel unter der Kaiserstraße samt Südabzweig unter der Karl-Friedrich- und Ettlinger Straße sowie ein Autotunnel unter der Kriegsstraße samt dort neu errichteter oberirdischer Straßenbahnstrecke. Die Teilprojekte „Stadtbahntunnel“ und „Neubaustrecke Kriegsstraße“ gingen zum Fahrplanwechsel am 11. bzw. 12. Dezember 2021 in Betrieb, der Kfz-Tunnel Kriegsstraße soll voraussichtlich im März 2022 folgen. Durch diese Maßnahmen soll auch eine straßenbahnfreie Fußgängerzone in der Kernstadt erreicht werden.

##### Kassel
Von 1968 bis 2005 bestand am Hauptbahnhof ein etwa 200 m langer Straßenbahntunnel mit einer unterirdischen Haltestelle.
Diese U-Straßenbahn wurde wegen der Umgestaltung des Netzes für die RegioTram Kassel aufgegeben und durch eine parallele oberirdische Strecke in der Rudolf-Schwander-Straße ersetzt. Die RegioTram verbindet Straßenbahn und Eisenbahn miteinander, am Hauptbahnhof entstand dazu 2006 ein neuer Tunnel mit einer Haltestelle in Troglage parallel zu den Bahngleisen, der dadurch die Funktion eines Straßenbahntunnels übernimmt. Dieser Tunnel verwendet die südliche Tunnelrampe des früheren Straßenbahntunnels.

##### Köln

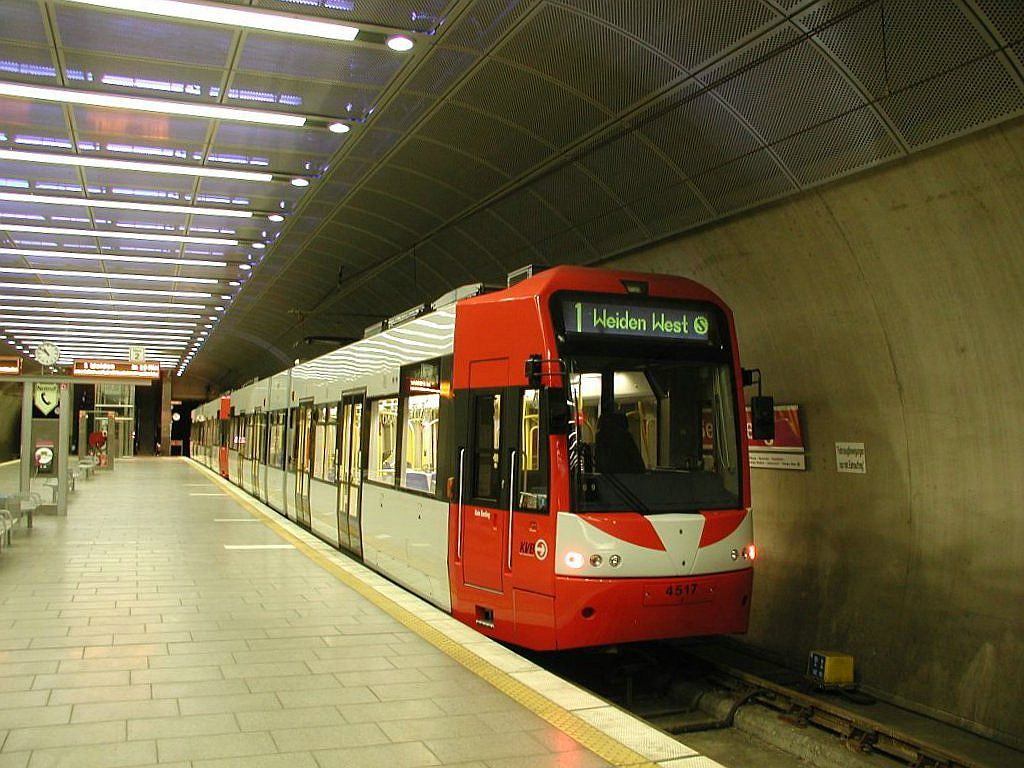
Kölner Niederflur-Stadtbahnwagen in der unterirdischen Endhaltestelle Bergisch Gladbach-Bensberg

Die im/nach dem Krieg nicht wiederaufgebauten Straßenbahnstrecken in der Kölner Innenstadt wurden durch einen 1968 eröffneten U-Straßenbahn-Tunnel ersetzt, der höhengleiche Verzweigungen und enge Kurvenradien aufweist. In der Folge wurde das Netz schrittweise durch weitere Tunnel mit höherem Ausbaustandard, eigene Bahnkörper im Straßenraum mit ÖPNV-Bevorrechtigung und einzelne Neubaustrecken auf Stadtbahnstandard gebracht.
Das heute nur noch zwölf Linien umfassende Netz der Stadtbahn Köln ist seit Mitte der 1990er Jahre in einen Hochflur- und einen Niederflurteil unterteilt. Bis auf wenige Ausnahmen verfügen die Strecken heute alle auf voller Länge über eigene Bahnkörper, Tunnel oder Hochbahntrassen.

##### Ludwigshafen/Mannheim
Einige U-Straßenbahn-Strecken gibt es auch in Ludwigshafen am Rhein und Mannheim. Diese erstrecken sich in Ludwigshafen am nördlichen Rand der Innenstadt vom Rathaus über den Danziger Platz hin zum Hauptbahnhof und in Mannheim ebenfalls am nördlichen Rand der Innenstadt von der Rheinstraße entlang des Luisenrings bis zum MVV-Hochhaus.
Die ersten Abschnitte wurden 1969 eröffnet, über die bestehenden Abschnitte hinausgehende Ausbaupläne von U-Straßenbahn-Strecken allerdings nicht mehr verwirklicht. Im Dezember 2008 wurde der Linienverkehr vom Ludwigshafener Rathaus zum Hauptbahnhof wegen mangelnder Nachfrage eingestellt. Zuletzt war die Strecke nur noch in der Hauptverkehrszeit bedient worden. Der in das Rathaus-Center integrierte unterirdische Bahnhof bleibt in Benutzung.
Die Tunnelstrecke in Mannheim mit dem U-Bahnhof Dalbergstraße ist weiterhin in Betrieb und wird von der Linie 2 bedient.

##### Nürnberg
In der Nürnberger Südstadt befindet sich auf der Straßenbahnlinie 7 zwischen der Haltestelle Tristanstraße und der Endstation Bayernstraße ein kurzer Straßenbahntunnel, der aus der Zeit des Nationalsozialismus stammt. Wegen Einsturzgefahr darf er jedoch seit dem 12. Dezember 2010 nicht mehr mit Personen befahren werden, so dass zwar die Schleife Bayernstraße und der Tunnel befahren werden können, die Fahrgäste aber bereits an der Station Tristanstraße aussteigen müssen. Die Zukunft des Tunnels ist wegen der hohen Sanierungskosten und einer möglichen Verlängerung der Straßenbahn in das Neubaugebiet „Lichtenreuth“, durch die die Schleife an der Bayernstraße überflüssig würde, ungewiss.
Weiters verbanden ein heute als Abstellanlage genutzter Tunnel die Haltestelle Bayernstraße mit einer Strecke entlang der Münchener Straße zur Bauernfeindstraße sowie ein heute zugeschütteter Tunnel die Bayernstraße mit der Frankenstraße. Letzterer wurde bereits 1972 mit dem Bau der U-Bahn an der Frankenstraße abgebrochen.

##### Rostock
Im April 2003 wurde im Zuge des Straßenbahnnetzausbaues ein 338 m langer Tunnel in Betrieb genommen, der die Tunnelstation „Hauptbahnhof“ mit zwei Seitenbahnsteigen einschließt.

##### Stuttgart
Der Schwabtunnel unter dem Hasenberg zwischen Stuttgart-West und Stuttgart-Heslach ist ein Urahn aller Straßenbahntunnel, vielleicht sogar der zweitälteste in Deutschland (nach dem 1899 eröffneten Spreetunnel Treptow-Stralau in Berlin), mit 125 m Länge und 10,5 m Breite 1896 fertiggestellt und von 1902 bis 1972 von Straßenbahnen mitbenutzt. Ein weiterer kombinierter Straßen- und Straßenbahntunnel ging Ende 1968 unter dem neu errichteten Kleinen Schloßplatz zwischen Schloßstraße und Schloßplatz in Betrieb.
Das eigentliche U-Straßenbahn-Zeitalter begann in Stuttgart mit dem zweistöckigen, schon 1966/1967 fertiggestellten Untergrund-Bahnhof Charlottenplatz und vier kurzen Anschlusstunneln, mit Rampen in der Charlottenstraße und in der Planie (1966) sowie in der Konrad-Adenauer-Straße (damals Neckarstraße) und der Holzstraße (1967). 1971 folgten der Tunnel vom Charlottenplatz über das kreuzungsfreie Gleisdreieck Torstraße zur Rampe in der Böblinger Straße (über die Bahnhöfe Rathaus, Österreichischer Platz und Marienplatz) sowie 1972 die Verlängerung vom Charlottenplatz zur Rampe am Stöckach mit den Bahnhöfen Staatsgalerie und Neckartor, mit einem Zweigtunnel vom Hauptbahnhof (Rampe Schillerstraße) zum dreigleisigen Bahnhof Staatsgalerie, sowie vom Gleisdreieck Torstraße zur Rampe in der Eberhardstraße (Haltestelle Wilhelmsbau).
Diese und alle weiteren Tunnel waren als Vorleistung für mögliche spätere Systemänderungen so dimensioniert, dass sie nicht nur 2,3 m breite Straßenbahnwagen, sondern auch 2,65 m breite Stadtbahnfahrzeuge (wie die Großprofil-Wagen der Berliner U-Bahn und die späteren Stuttgarter Stadtbahnen) und sogar 2,9 m breite Fahrzeuge (wie die späteren Münchner und Nürnberger U-Bahnen) aufnehmen konnten, die dann allerdings außerhalb der Tunnel nicht mehr im Straßenraum verkehren könnten. 1976 folgte der viergleisige Tunnelbahnhof Arnulf-Klett-Platz / Hauptbahnhof mit Anschluss in der Schillerstraße zur Strecke Richtung Staatsgalerie, mit einer Rampe in der unteren Königstraße, einem Tunnel in die Schloßstraße (Berliner Platz / Liederhalle) mit dem Bahnhof Universität (heute Börsenplatz), sowie einem weiteren Tunnel in die Heilbronner Straße mit dem Bahnhof Türlenstraße (heute Stadtbibliothek). 1983 folgte in Verlängerung der Strecke vom Gleisdreieck Torstraße der unterirdische Bahnhof Wilhelmsbau / Stadtmitte und ein Tunnel bis zur Rampe vor der Haltestelle Berliner Platz / Hohe Straße in der Fritz-Elsas-Straße.
Nachdem mit der neuen Stadtbahn bereits 1982/1983 probeweise und ab 1985 im Linienverkehr auf der oberirdischen Strecke (U3) auf der Filder-Ebene Erfahrungen gesammelt worden waren, gingen 1986 im April (Vaihingen–Charlottenplatz–Fellbach, U1) und Juli (Heslach–Hbf–Mühlhausen, U14) die ersten Stadtbahnen auch in Tunnelabschnitten in Betrieb. Damit begann ein 21 Jahre dauernder Mischbetrieb zwischen meterspurigen U-Straßenbahnen und normalspurigen U-Bahn-ähnlichen Stadtbahnen. Dazu wurden nach und nach Drei-Schienen-Gleise verlegt und in den Bahnhöfen in der Länge geteilte Hoch- und Tiefbahnsteige eingerichtet. Und es wurden weitere Tunnel gebaut: 1990 vom Bopser zur Neuen Weinsteige, ebenfalls 1990 der nach oben offene Bahnhof Pragsattel mit Zufahrtsrampen von der Pragstraße und von der Heilbronner Straße und zwei Anschlusstunnel in die äußere Heilbronner Straße und durch die Siemensstraße über den Bahnhof Maybachstraße zur Rampe Tunnelstraße, sowie im weiteren Verlauf der Feuerbacher Tunnel vom S-Bahnhof Feuerbach über den nach oben offenen Bahnhof Wilhelm-Geiger-Platz zum seitlich offenen Bahnhof Feuerbach Krankenhaus (heute Föhrich). 1992 folgte auf dieser Strecke der Tunnel Weilimdorf mit dem oben offenen Bahnhof Löwenmarkt und der Rampen-Haltestelle Rastatter Straße.
Der 1993 eröffnete Tunnel zur damaligen Messe am Killesberg wurde von Anfang an nur von Stadtbahnwagen bedient, ebenso 1994 der Tunnel nach Botnang zwischen Herderplatz und Lindpaintnerstraße, die Tunnel zwischen Gerlingen Siedlung und Endbahnhof Gerlingen (1997) sowie zwischen Schlotterbeckstraße und Karl-Benz-Platz in Untertürkheim (1998), der Waldautunnel zwischen Bopser und Ruhbank mit dem Bahnhof Waldau (1998) und im weiteren Verlauf die beiden Tunnel in Sillenbuch (1999) und Ostfildern-Ruit (2000), der Tunnel unter dem Hauptfriedhof nach Neugereut (2005) und später am Fasanenhof (2010).
Am 8. Dezember 2007 wurde die letzte Straßenbahnlinie (Linie 15 nach Stammheim) eingestellt, um auch diese mit dem 2011 eröffneten Zuffenhausener Tunnel (Zuffenhausen Rathaus–Kirchtalstraße–Rampenhaltestelle Salzwiesenstraße) zur Stadtbahn auszubauen. Damit endete die Geschichte der Stuttgarter U-Straßenbahn. Nur für die Museumslinien der Straßenbahnwelt Stuttgart werden Dreischienengleis und Tiefbahnsteige im beschränkten Umfang erhalten.

#### Österreich

##### Graz
Ähnlich wie in Linz wurde auch in Graz eine unterirdische Straßenbahnstrecke im Bereich des Hauptbahnhofes gebaut. Vor Beginn der Umbauarbeiten fuhren nur die Straßenbahnlinien 3 und 6 direkt zum Hauptbahnhof, die Linien 1 und 7 führten etwa 200 Meter südlich des Bahnhofes an diesem vorbei. Nach Fertigstellung der neuen Strecke mit Tunnelstation beim Hauptbahnhof am 26. November 2012 wurde diese von den Linien 1, 3, 6 und 7 bzw. seit 2020 von den Linien 1, 4, 6 und 7 angefahren.

##### Linz
Ursprünglich führte in Linz nur die Linie 3 der Straßenbahn zum Hauptbahnhof, die Linien 1 und 2 führten etwa 400 Meter an diesem vorbei. Am 31. August 2004 wurde eine U-Straßenbahn-Strecke eröffnet. Die Haltestellen „Hauptbahnhof“ und „Unionkreuzung“ befinden sich im Tunnel, die Haltestelle „Herz-Jesu-Kirche“ in Tieflage. Seit Eröffnung dieser Strecke bedienen alle Straßenbahnlinien die Station Hauptbahnhof. Nördlich und südlich der Haltestelle Hauptbahnhof besteht je eine Wendeschleife, die ebenfalls im Tunnel verlaufen.
In den Jahren 2009 bis 2011 wurde im Bereich der südlichen Wendeschleife eine Abzweigung und eine weitere Tunnelstrecke mit einer Länge von 1,3 Kilometern Richtung Leonding realisiert, die über keine Tunnelstationen verfügt. Diese Strecke Richtung Leonding bedienen die Linien 3 und 4.

##### Wien
In Wien wurde die erste Tunnelstrecke der Wiener Linien 1959 beim Südtiroler Platz eröffnet: eine kurze Unterführung des Platzes im Zuge des Gürtels; die Haltestelle (sie trägt heute den Namen Hauptbahnhof) steht in Verbindung mit der ebenfalls unterirdischen S-Bahn-Station, heute mit dem Namen Wien Hauptbahnhof (Südtiroler Platz).
Bis 1969 wurden im Anschluss an diese Unterführung die Gleise am südlichen Gürtel bis zur Eichenstraße und eine Abzweigung durch die Kliebergasse in die Wiedner Hauptstraße tiefgelegt. Der Tunnel mit nunmehr sechs Tunnelhaltestellen wird heute von den Linien 1, 6, 18, 62 und der Badner Bahn befahren. 1961 wurde die Schleifenanlage Schottentor an der Ringstraße in Betrieb genommen: Die an der Oberfläche befindliche Schleife wird von den Linien 43 und 44 genützt, die darunter liegende in einem nach oben offenen Rondeau von den Linien 37, 38, 40, 41 und 42. Seit 1980 ist das seinerzeit nach dem Bürgermeister sogenannte „Jonasreindl“ mit der U-Bahn-Station Schottentor der Linie U2 kombiniert.
Die Station Erzherzog-Karl-Straße wird seit 1993 in ihrer heutigen Form von der Straßenbahnlinie 25 und der Buslinie 26A bedient. Die Station befindet sich unter der gleichnamigen S-Bahn-Station und der Autobahn A23.
1966 wurde die von den drei heute nicht mehr bestehenden Straßenbahnlinien E2, G2 und H2 befahrene Zweierlinie zwischen Secession und Landesgericht tiefgelegt. Diese offiziell Ustraba (= Unterpflasterstraßenbahn), volkstümlich U-Strab genannte Strecke hatte vier Haltestellen. Sie wurde 1980 zur U-Bahn-Linie U2 (Karlsplatz–Schottenring) umgebaut, wobei die Stationsnamen teilweise geändert wurden und die Station Lerchenfelder Straße 2003 im Zuge der Verlängerung der Bahnsteige der U2 wegen zu geringen Abstandes zur Station Volkstheater aufgelassen wurde.
Unabhängig davon verkehrten auf der Wiener Elektrischen Stadtbahn schon ab 1925 klassische Straßenbahnwagen auf Tunnelabschnitten.

#### Schweiz

##### Zürich

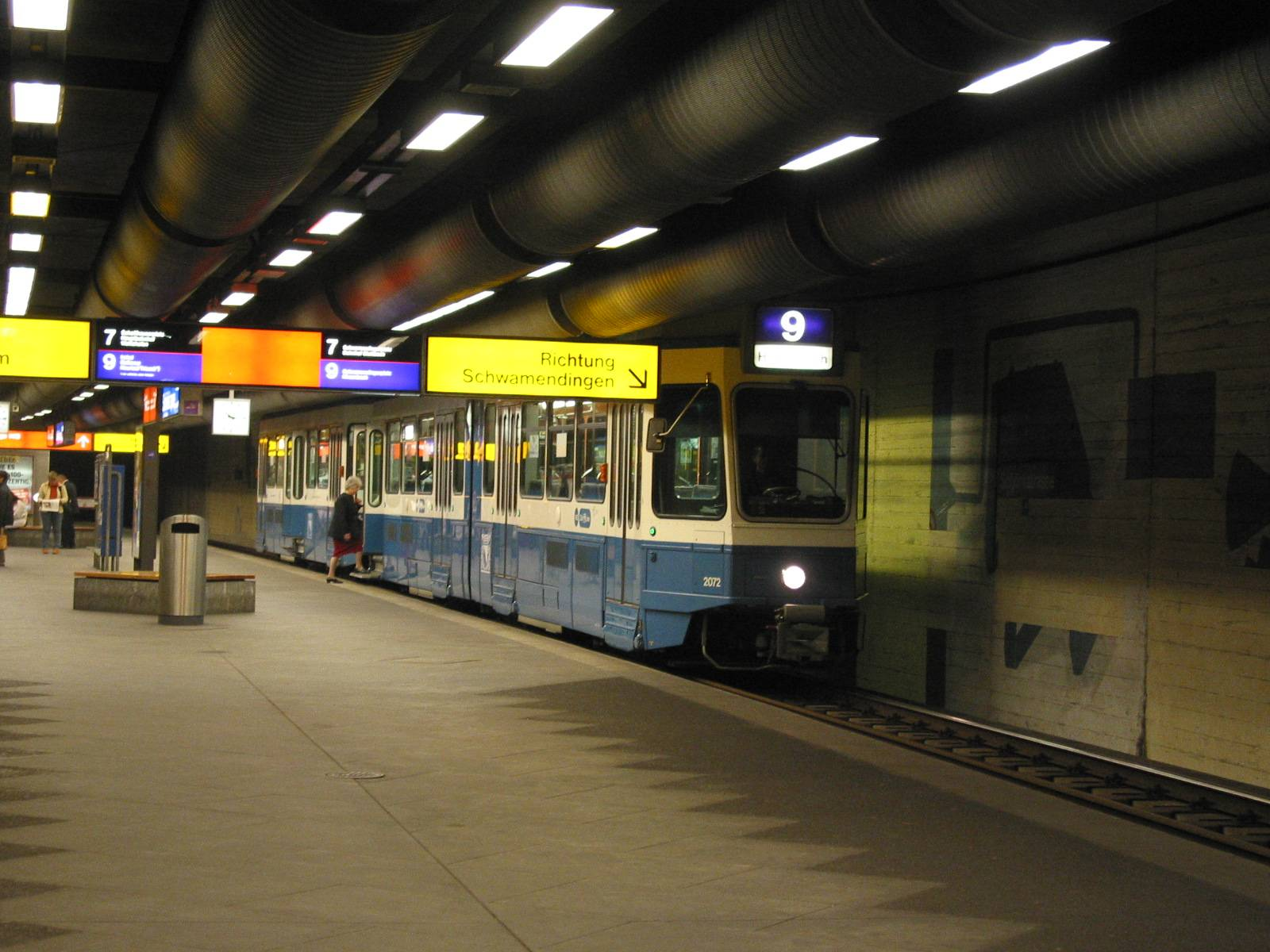
Linie 9 der Verkehrsbetriebe Zürich im Schwamendinger Tunnel

Die Straßenbahn Zürich verkehrt zwischen den Haltestellen Milchbuck und Schwamendingerplatz im 2½ Kilometer langen Tramtunnel Milchbuck–Schwamendingen mit drei Tunnelstationen. Dieser wurde beim Bau der Autobahn, die aus Richtung Norden in die Stadt führt, erstellt und ist ein Überrest der Zürcher U-Bahn-Pläne, deren Realisierung am 20. Mai 1973 in einer kantonalen Volksabstimmung wegen der hohen Kosten bei fragwürdigem Nutzen scheiterte. Da die Tunnelstationen Mittelbahnsteige besitzen, wechseln die Trams, die nur auf der rechten Seite Türen haben, im Bereich der Tunnelportale auf die linke Seite – auf Seite Milchbuck mit einer Überwerfung und auf Seite Schwamendingen mit ebenerdig kreuzenden Gleisen.

### Übriges Europa

#### Belgien

##### Antwerpen
Am 25. Mai 1975 wurde in Antwerpen der erste Abschnitt der Premetro in Antwerpen zwischen Groenplaats und Diamant eröffnet.
2005 sah das Netz so aus:

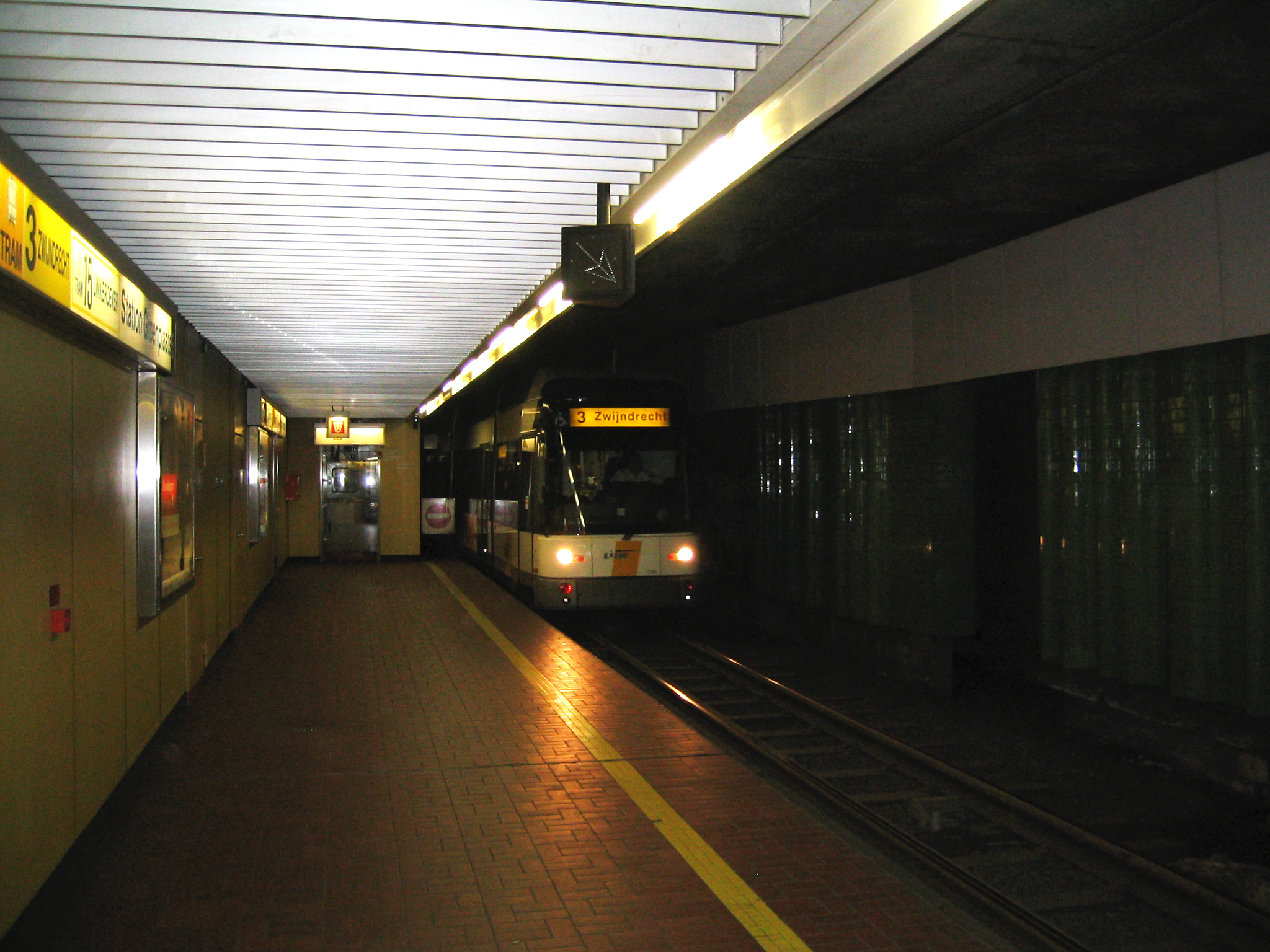
Haltestelle Groenplaats

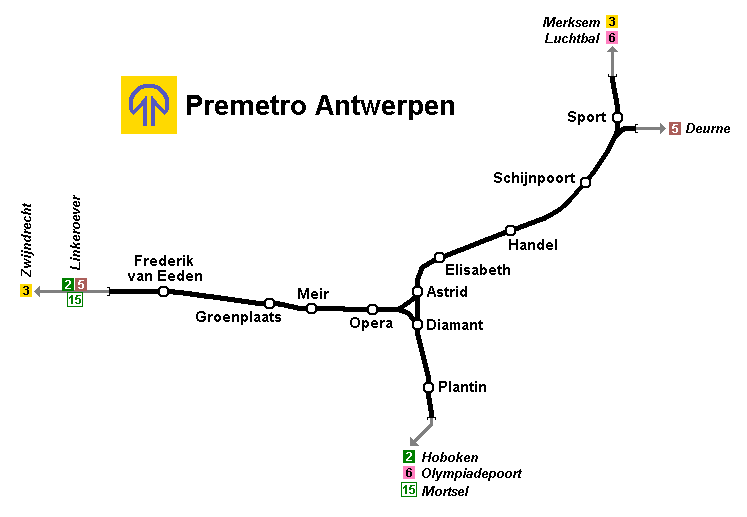
Premetro Netzplan 2005

Hier ist eine Liste der Linien, die den Tunnel befahren:
(Fett gedruckt sind Haltestellen im Tunnel)
2 Hoboken – Plantin – Fredrick van Eden – Linkeroever
3 Merksem – Sport – Fredrick van Eden – Zwijndrecht
5 Wim Saerensplein – Schijnpoort – Fredrick van Eden – Linkeroever
6 Luchtbal – Sport – Plantin – Olympiade
15 Mortsel – Plantin – Fredrick van Eden – Linkeroever

##### Brüssel
Als Vorgänger einiger Metrolinien zeigt sich in Brüssel die Premetro.
Heute fahren Straßenbahnwagen unterirdisch noch zwischen Gare du Nord/Noordstation und Albert mit zusätzlichen Rampen am/an der Gare du Midi/Zuidstation und in Lemonnier sowie auf dem Grande Ceinture zwischen Boileau und Diamant und als unterirdische Schleife in Montgomery und als Haltestelle in Simonis. Folgende Linien der Straßenbahn fahren teilweise im Tunnel: 3, 4, 7, 19, 25, 39, 44, 51, 55, 81 und 82 sowie die Abendlinien 31, 32 und 33.

#### Frankreich

##### Lille
Im Zuge der Modernisierung der meterspurigen Straßenbahn und der Eröffnung der U-Bahn von Lille wurden im Jahr 1983 mehrere kurze unterirdische Abschnitte und Haltestellen, wie Gare de Lille Europe und Gare de Lille-Flandres, bei denen es auch Umsteigemöglichkeiten zur U-Bahn gibt, in Betrieb genommen.

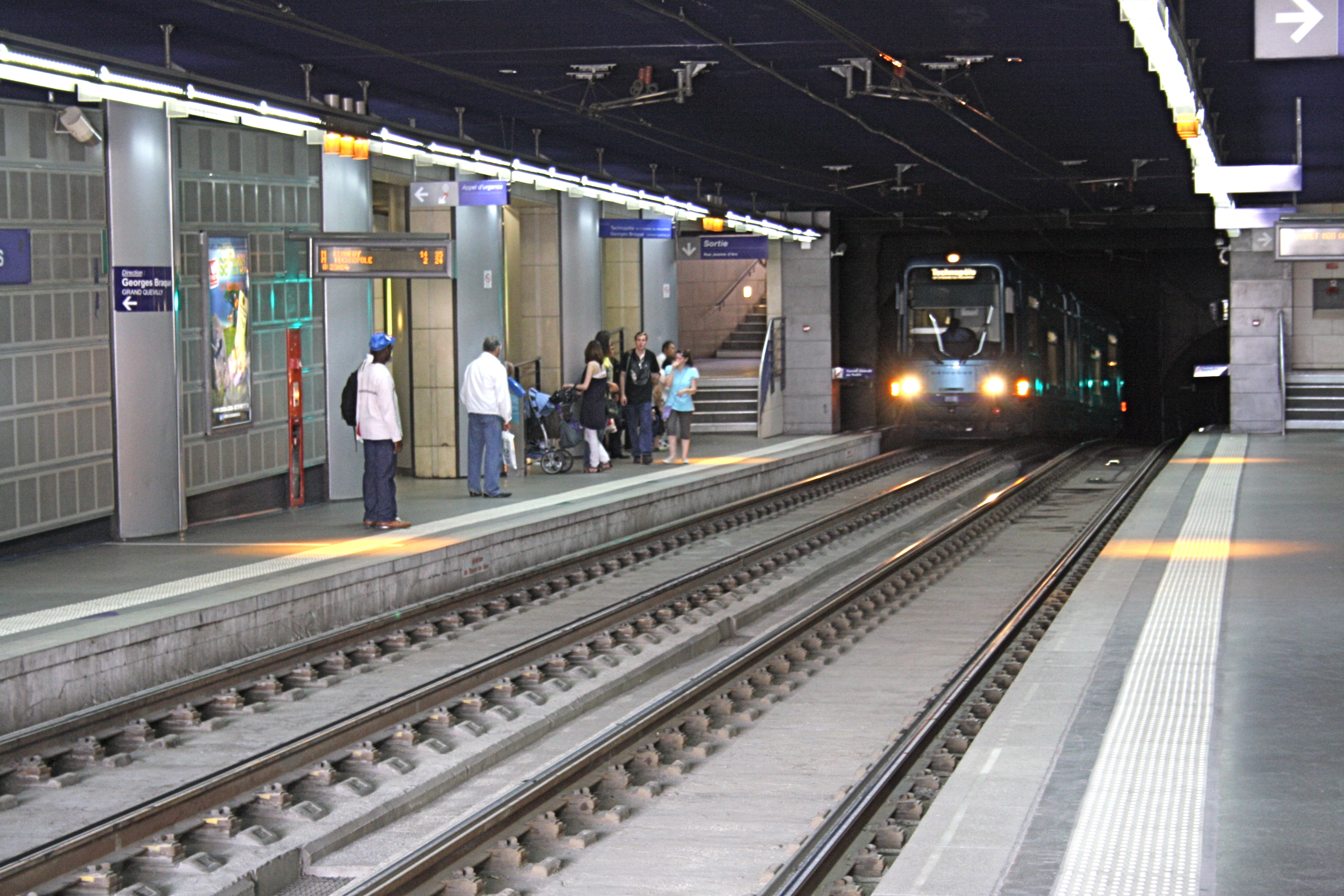
Straßenbahn Rouen, U-Bahnhof Théâtre des Arts (Kunsttheater)

##### Marseille
Bereits im Jahr 1893 wurde für die Straßenbahn von Marseille ein 600 Meter langer Tunnel mit einer unterirdischen Haltestelle Noailles gebaut, um einen besseren Zugang zum Stadtzentrum zu ermöglichen. Heute befindet ist Noailles ein wichtiger Umsteigepunkt zwischen der Straßenbahn und der U-Bahn Marseille.

##### Rouen
Im Jahr 1994 wurde in Rouen eine moderne Straßenbahn mit einem 2,2 Kilometer langen Tunnelabschnitt sowie fünf unterirdischen Haltestellen eröffnet.

#### Italien

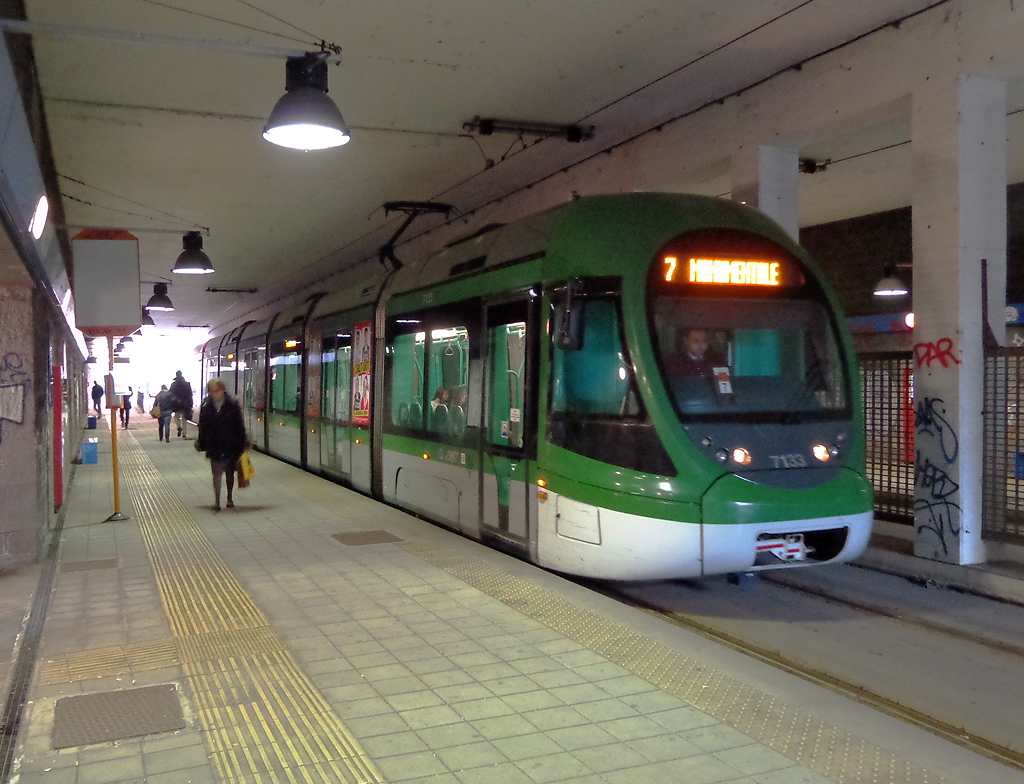
Tunnelhaltestelle Arcimboldi in Mailand

##### Mailand
In Mailand führt die Linie 7 unter dem Bahnhof Greco durch einen Tunnel mit einer Haltestelle Arcimboldi.

##### Rom
In Rom wurde ein Straßenbahntunnel gebaut und teilweise fertiggestellt, aber nie in Betrieb genommen.

##### Turin
In Turin fährt die nördliche Strecke der Linie 4 unter dem Bahnhof Stura, wo eine Umsteigemöglichkeit zur S-Bahn besteht.

#### Niederlande

##### Amsterdam
Die Linie M51 der Amsterdamer U-Bahn verlief zwischen 1990 und 2019 vom Amsterdamer Hauptbahnhof bis zum Amsterdamer Südbahnhof als normale Metro, um dann teilweise zusammen mit der Amsterdamer Straßenbahn, nach Amstelveen Westwijk zu fahren. Heute bedient sie den Abschnitt nach Westwijk aber nicht mehr und wird als U-Bahn betrieben, während der ehemalige Straßenbahnabschnitt als eigenständige, niederflurige Linie ausgebaut wird. Grund war, dass einerseits eine Autobahn nahe dem Südbahnhof verbreitert werden musste, und so kein Platz für den Anschluss der U-Bahn- an die Straßenbahnstrecke bestehen kann, außerdem wirkten sich Störungen durch den Straßenverkehr auf diesem Teilabschnitt immer auf das ansonsten unabhängige U-Bahn-Netz aus.

##### Den Haag
Die größte Baumaßnahme der Stadt in den vergangenen Jahren war der Bau eines 1250 Meter langen Straßenbahntunnels in der Innenstadt. Beide Stationen – Grote Markt und Spui – wurden vom Rotterdamer Architekten Rem Koolhaas entworfen. Der Tunnel konnte am 16. Oktober 2004 eröffnet werden und wird von den RandstadRail-Linien 2, 3 und 4 und der Straßenbahnlinie 6 genutzt.

#### Polen

##### Krakau
Im Zuge der Einführung von Schnellstraßenbahnlinien im Krakauer Netz wurde 2008 ein Tunnelabschnitt eröffnet, der die unterirdischen Stationen „Politechnika“ und „Dworzec Główny Tunel“ (Hauptbahnhof) miteinander verbindet.

#### Tschechien

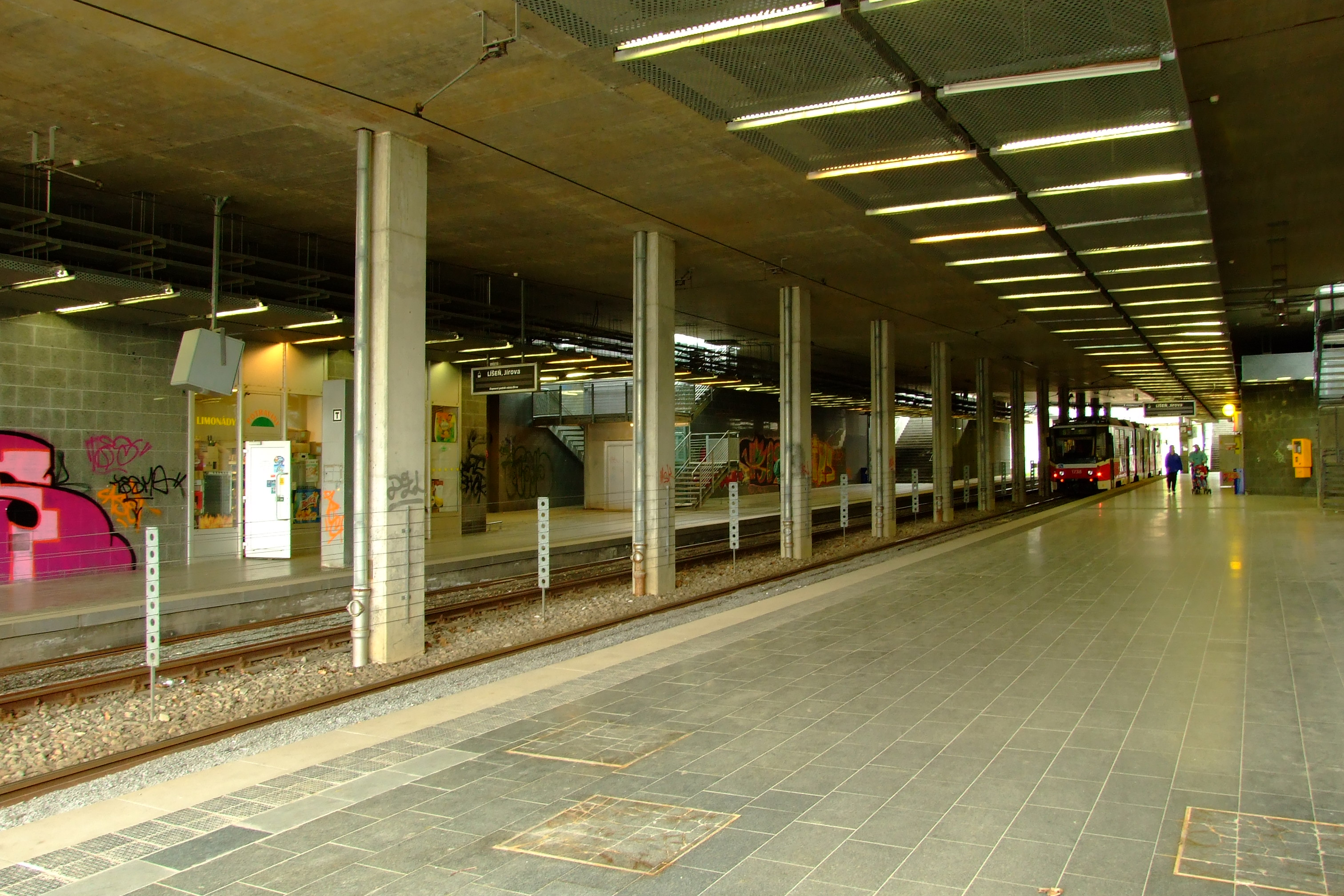
Straßenbahn Brünn, die Tunnelhaltestelle Jírova im Stadtteil Líšeň (Lösch)

##### Brünn
Die Straßenbahn Brünn hat 1998 im Zuge einer Verlängerung der Linie 8 eine Tunnelhaltestelle im Stadtteil Brno–Líšeň (Brünn–Lösch) in Betrieb genommen.

#### Ehemalige Sowjetunion

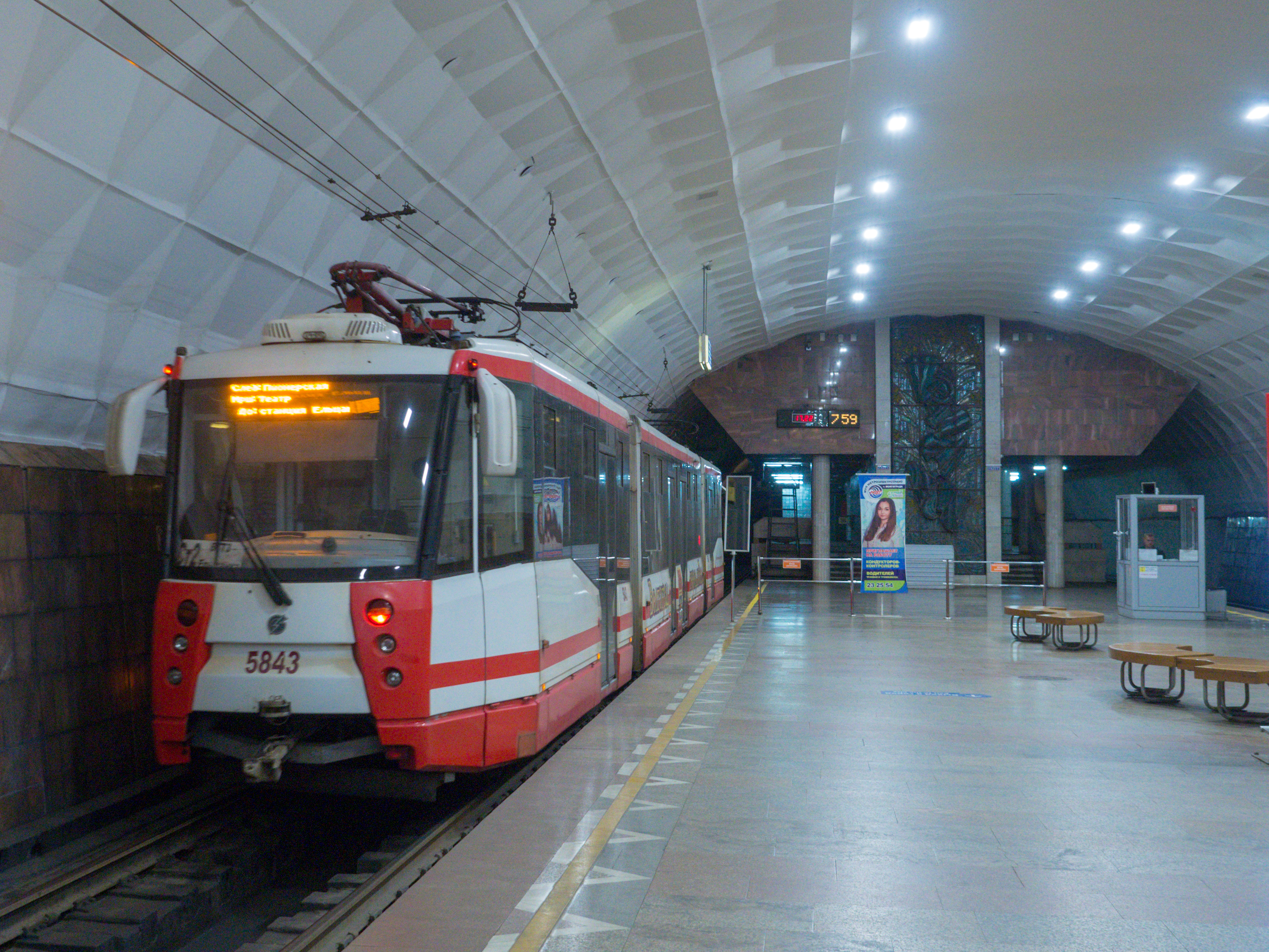
Wolgograder Metrotram in der Station Ploschtschad Lenina

In Wolgograd (Russland) verkehrt die Metrotram Wolgograd. 5 Haltestellen sind unterirdisch angelegt, die restlichen 17 oberirdisch. Ein Teil der Straßenbahn Krywyj Rih in der Ukraine liegt unterirdisch und wird ebenfalls als Metrotram bezeichnet.

### Amerika

#### Kanada

##### Toronto
In Toronto gibt es vier unterirdische Straßenbahnhaltestellen, wovon drei in U-Bahnhöfe der Toronto Subway integriert sind. Es handelt sich dabei um die Stationen Union (509 und 510) und Spadina (510 und 510K), die beide 1990 um eine unterirdische Wendeschleife ergänzt wurden, sowie um die Station St. Clair West (512), die seit ihrer Eröffnung 1978 auch Straßenbahnen dient. Ausschließlich dem Straßenbahnverkehr vorbehalten ist die 1990 in Betrieb genommene Tunnelstation Queens Quay (509 und 510) südlich der Union Station.

#### Vereinigte Staaten

##### Boston
In Boston betreibt die Massachusetts Bay Transportation Authority (MBTA) neben drei reinen U-Bahn-Linien auch die Straßenbahn Green Line, die in die Zweige B, C, D und E untergliedert ist – die Green Line A wurde bereits 1969 eingestellt – die innerhalb des Stadtzentrums  noch immer den ersten Straßenbahntunnel der Welt befährt, jedoch in den Außenbezirken als surface line (Oberflächen-Linie) angelegt ist. Die Green Line ging aus dem Tremont Street Subway hervor und verbindet das Bostoner Stadtzentrum mit angrenzenden Stadtteilen und umliegenden Gemeinden.

##### Newark
Die Stadt in New Jersey verfügt seit 1935 über eine Tunnelstrecke, die von Straßenbahn- bzw. Stadtbahnfahrzeugen genutzt wird. Der erste Abschnitt verlief zwischen den Stationen Broad Street (heute Military Park) und Warren Street (heute Warren Street/NJIT) unterirdisch (mit der Zwischenstation Washington Street), 1937 wurde im Zuge der Fertigstellung der Newark Pennsylvania Station der Straßenbahntunnel nach Süden verlängert, um Anschluss an die Fernzüge zu ermöglichen. Heute bedienen die Fahrzeuge der Stadtbahn Newark Light Rail alle vier Tunnelstationen.

##### Philadelphia
Insgesamt fünf Straßenbahnlinien in Philadelphia, die einige Vorstädte und Vororte westlich des Schuylkill erschließen beginnen im Stadtzentrum in einer unterirdischen Wendeschleife, die um das Rathaus herumläuft. Von dort aus führt die Stammstrecke gemeinsam mit der Market–Frankford Line der U-Bahn in einem viergleisigen Tunnel unterhalb der Market Street Richtung Westen bis hinter die 30th Street Station.

##### Buffalo
Die 1984 eröffnete Stadtbahnlinie Buffalo Metro Rail verläuft über weite Teile im Tunnel. Im Mai 1985 wurde der sechs Stationen umfassende Tunnel-Abschnitt zwischen Allen/Medical Campus und Amherst Street für den Verkehr freigegeben, im November 1986 folgte eine Erweiterung bis zur Station University mit der Zwischenstation LaSalle. Der unterirdische Teil der Stadtbahnlinie hat eine Länge von 8,4 km.

##### San Francisco
Ein insgesamt 115 Kilometer langes Netz wird in San Francisco von sechs Linien bedient, die alle durch einen zentralen Tunnel verlaufen. Dieser Tunnel hat neun Stationen und besteht aus zwei Abschnitten. Der erste, genannt Twin Peaks Tunnel, wurde schon 1918 eröffnet und wird von vier der sechs Linien durchfahren. Er zählte bei Eröffnung zu den längsten Straßenbahntunneln der Welt. Der zweite Teil ist der Market Street Subway, ein gemeinsames Bauwerk mit dem BART, der von allen Linien durchfahren wird. Dieser Tunnel wurde 1973 für BART in Betrieb genommen, 1980 die Ebene darüber für die Muni Metro. Ein weiterer Tunnel, genannt Central Subway, der die Market Street kreuzt, ist zurzeit in Bau.

##### Seattle
Die Stadtbahn Seattle nutzt mehrere Tunnelabschnitte. 1990 wurde der 2,1 km lange Downtown Seattle Transit Tunnel eröffnet, in dem zunächst allein Buslinien verkehrten. Von 2009 an nutzten ihn Stadtbahnen und Busse und hielten dabei in den vier Stationen an den gleichen Bahnsteigen. Seit 2019 ist der Tunnel den Stadtbahnen vorbehalten. Der Beacon Hill Tunnel mit einer Station wurde 2009 eröffnet. Der 5,07 km lange University Link Tunnel mit zwei Stationen wurde 2016 eröffnet. Der Northgate Link Tunnel mit zwei Stationen wurde 2021 eröffnet. Die 2024 teilweise eröffnete East Link Extension hat eine unterirdische Ausfädelung aus dem Downtown Seattle Transit Tunnel sowie drei weitere Tunnelabschnitte, alle Stationen sind außerhalb der Tunnel angelegt.